# Kisköre
Kisköre  este un oraș în districtul Heves, județul Heves, Ungaria, având o populație de 3.074 de locuitori (2011). 

## Demografie
Componența etnică a orașului Kisköre
     Maghiari (87,32%)
     Romi (11,86%)
     Necunoscut (0,26%)
     Alții (0,56%)
Componența confesională a orașului Kisköre
     Romano-catolici (38,55%)
     Fără religie (17,73%)
     Reformați (3,06%)
     Necunoscută (39,98%)
     Alte religii (2,34%)
Conform recensământului din 2011, orașul Kisköre avea 3.074 de locuitori. Din punct de vedere etnic, majoritatea locuitorilor (87,32%) erau maghiari, cu o minoritate de romi (11,86%). Apartenența etnică nu este cunoscută în cazul a 0,26% din locuitori. Nu există o religie majoritară, locuitorii fiind romano-catolici (38,55%), persoane fără religie (17,73%) și reformați (3,06%). Pentru 39,98% din locuitori nu este cunoscută apartenența confesională.